# Teoría de números

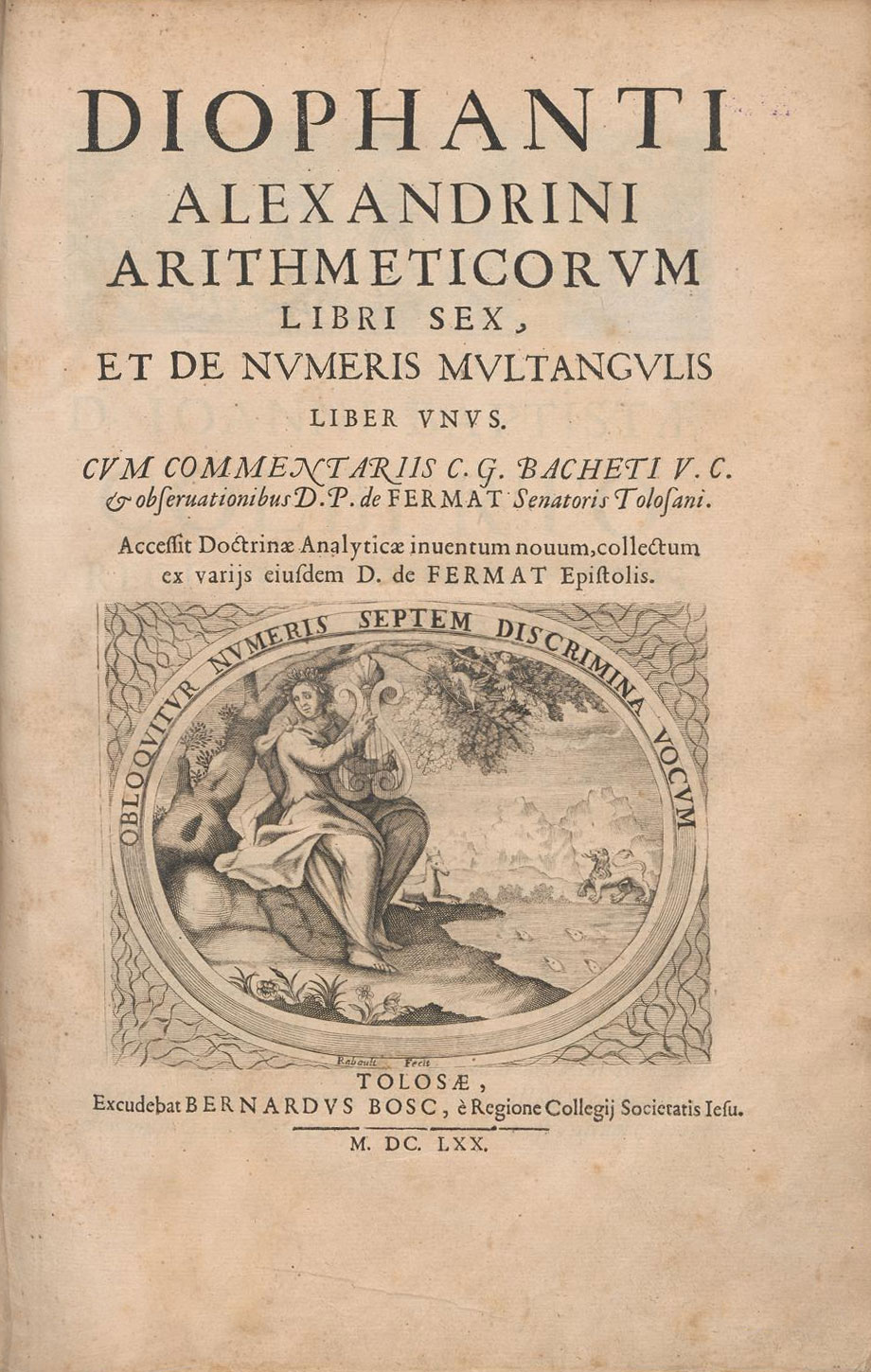
La teoría de números actual se deriva de la antigua aritmética griega de Diofanto. Portada de la aritmética de Diofanto traducida al latín por Bachet de Méziriac, edición con comentarios de Pierre de Fermat publicada en 1670.

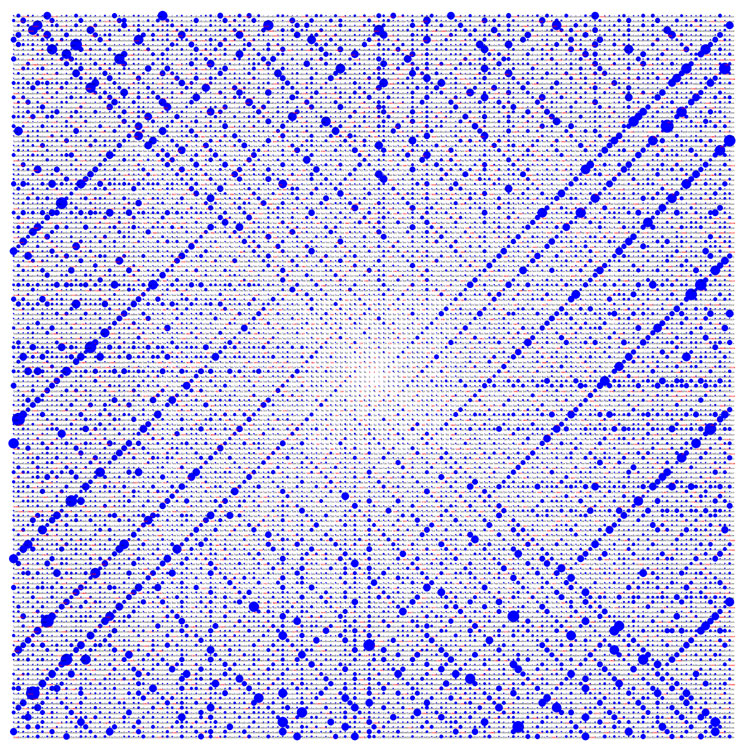
La distribución de números primos es un punto central de estudio en la teoría de números. Esta espiral de Ulam sirve para ilustrarlo, insinuando, en particular, la independencia condicional entre ser primo y ser un valor de ciertos polinomios cuadráticos.

La teoría de números es la rama de las matemáticas que estudia las propiedades de los números, en particular los enteros, pero más en general, estudia las propiedades de los anillos de números: anillos íntegros que contienen a {\displaystyle \mathbb {Z} } a través de un morfismo finito e inyectivo {\displaystyle \mathbb {Z} \hookrightarrow A}. Contiene una cantidad considerable de problemas que podrían ser comprendidos por "no matemáticos". De forma más general, este campo estudia los problemas que surgen con el estudio de los números enteros. Tal como cita Jürgen Neukirch: 

La teoría de números ocupa entre las disciplinas matemáticas una posición idealizada análoga a aquella que ocupan las matemáticas mismas entre las otras ciencias.

Los números enteros pueden considerarse en sí mismos o como soluciones de ecuaciones (geometría diofántica). Las cuestiones de la teoría de los números suelen entenderse mejor a través del estudio de los objetos del analítico (por ejemplo, la función zeta de Riemann) que codifican propiedades de los números enteros, los primos u otros objetos de la teoría de los números de alguna manera (Teoría analítica de números). También se pueden estudiar los números reales en relación con los números racionales, por ejemplo, como aproximación de estos últimos (aproximación diofántica).
El término "aritmética" también era utilizado para referirse a la teoría de números. Este es un término bastante antiguo, aunque ya no tan popular. De allí la teoría de números suele ser denominada alta aritmética, aunque el término también ha caído en desuso. Este sentido del término aritmética no debe ser confundido con la aritmética elemental, o con la rama de la lógica que estudia la aritmética de Peano como un sistema formal. Los matemáticos que estudian la teoría de números son llamados teóricos de números.

## Historia

### Orígenes

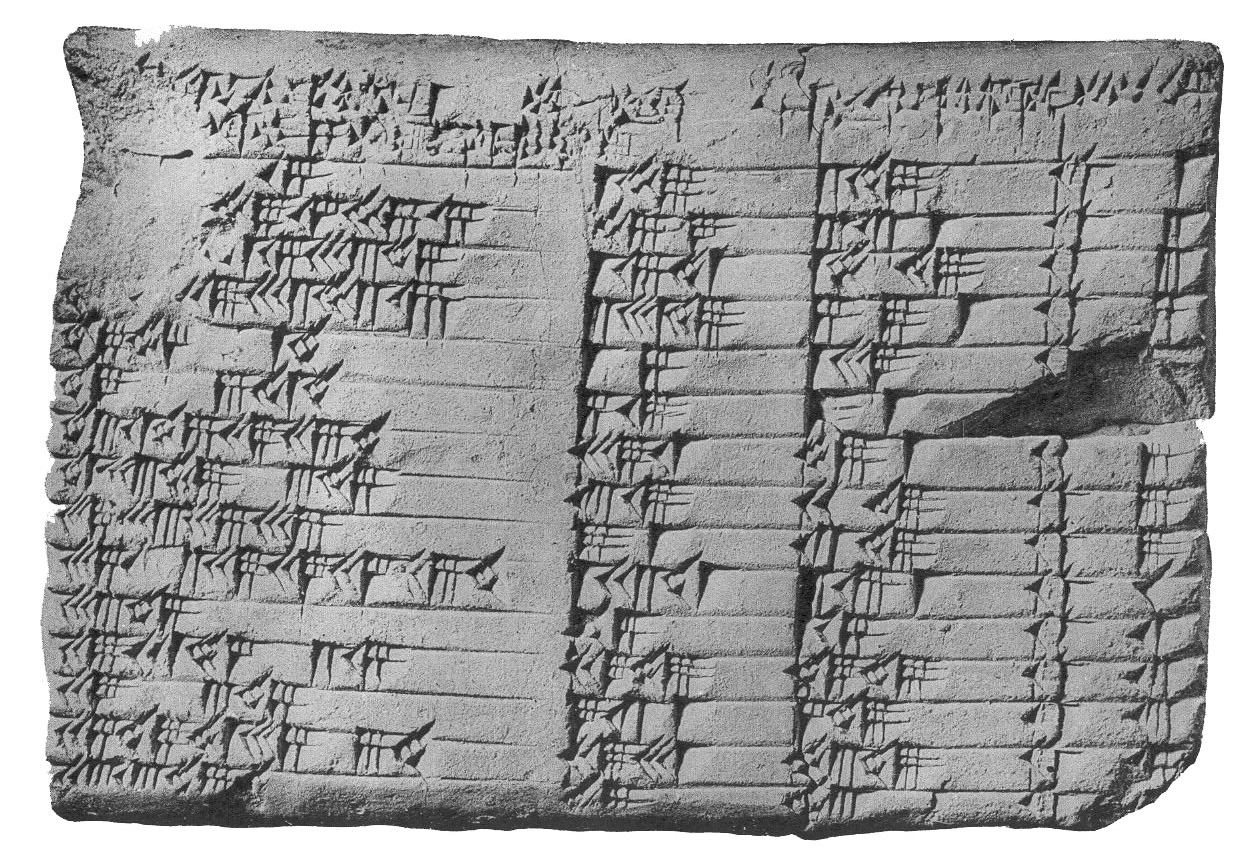
La tabla Plimpton 322

#### Amanecer de la aritmética
El hallazgo histórico más antiguo de carácter aritmético es un fragmento de tabla: la tablilla de arcilla rota Plimpton 322 (Larsa, Mesopotamia, ca. 1800 a. C.) contiene una lista de "triples pitagóricos", es decir, enteros {\displaystyle (a,b,c)} tales que {\displaystyle a^{2}+b^{2}=c^{2}}.
Los triples son demasiados y demasiado grandes para haber sido obtenidos por fuerza bruta. El título sobre la primera columna dice: "El takiltum de la diagonal que se ha restado tal que el ancho..."
La disposición de la tabla sugiere que se construyó mediante lo que equivale, en lenguaje moderno, a la identidad
{\displaystyle \left({\frac {1}{2}}\left(x-{\frac {1}{x}}\right)\right)^{2}+1=\left({\frac {1}{2}}\left(x+{\frac {1}{x}}\right)\right)^{2},}
que está implícito en los ejercicios rutinarios de la antigua Babilonia. Si se utilizó algún otro método, los triples se construían primero y luego se reordenaban por {\displaystyle c/a}, presumiblemente para su uso real como "tabla", por ejemplo, con vistas a las aplicaciones.
No se sabe cuáles pudieron ser estas aplicaciones, o si pudo haber alguna; la astronomía babilónica, por ejemplo, se desarrolló realmente sólo después. Se ha sugerido en cambio que la tabla era una fuente de ejemplos numéricos para problemas escolares, lo cual es controvertido. El artículo de Robson está escrito de forma polémica con el fin de "tal vez [...] derribar a [Plimpton 322] de su pedestal"; al mismo tiempo, se instala en la conclusión de que:

[...] la pregunta "¿cómo se calculó la tabla?" no tiene por qué tener la misma respuesta que la pregunta "¿qué problemas plantea la tabla?" La primera puede responderse más satisfactoriamente mediante pares recíprocos, como se sugirió por primera vez hace medio siglo, y la segunda mediante algún tipo de problemas de triángulo rectángulo.

Robson discrepa de la idea de que el escriba que produjo Plimpton 322, que tenía que "trabajar para ganarse la vida", y no habría pertenecido a una "clase media acomodada", pudiera estar motivado por su propia "curiosidad ociosa" en ausencia de un "mercado para las nuevas matemáticas".
Mientras que la teoría numérica babilónica —o lo que sobrevive de las matemáticas babilónicas que puede llamarse así— consiste en este único y llamativo fragmento, el álgebra babilónica (en el sentido secundario de "álgebra") estaba excepcionalmente bien desarrollada. Fuentes neoplatónicas tardías afirman que Pitágoras aprendió las matemáticas de los babilonios. Fuentes muy anteriores afirman que  Tales y Pitágoras viajaron y estudiaron en Egipto.
Euclides IX 21-34 es muy probablemente pitagórico; es un material muy simple ("impares por pares es par", "si un número impar mide [= divide] un número par, entonces también mide [= divide] la mitad de éste"), pero es todo lo que se necesita para demostrar que {\displaystyle {\sqrt {2}}}
es un irracional. Los místicos pitagóricos daban gran importancia a los pares e impares.
El descubrimiento de que {\displaystyle {\sqrt {2}}} es irracional se atribuye a los primeros pitagóricos (preTeodoro). Al revelar (en términos modernos) que los números podían ser irracionales, este descubrimiento parece haber provocado la primera crisis fundacional de la historia de las matemáticas; su demostración o su divulgación se atribuyen a veces a Hipaso, que fue expulsado o escindido de la secta pitagórica. Esto obligó a distinguir entre los números (los enteros y los racionales —los sujetos de la aritmética—), por un lado, y las longitudes y las proporciones (que identificaríamos con los números reales, sean racionales o no), por otro.
La tradición pitagórica hablaba también de los llamados poligonal o números figurados. Mientras que los números cuadrados, cúbicos, etc., se ven ahora como más naturales que los números triangulares, pentagonales, etc., el estudio de las sumas
de números triangulares y pentagonales resultaría fructífero a principios de la época moderna (del siglo XVII a principios del siglo XIX).
No conocemos ningún material claramente aritmético en las fuentes antiguas egipcias o védicas, aunque hay algo de álgebra en ambas. El teorema del resto chino aparece como un ejercicio en Sunzi Suanjing (siglos III, IV o V de la era cristiana). (Hay un paso importante que se pasa por alto en la solución de Sunzi: es el problema que posteriormente resolvió el Āryabhaṭa de Kuṭṭaka — ver abajo).
También existe cierto misticismo numérico en las matemáticas chinas, pero, a diferencia del de los pitagóricos, parece no haber llevado a ninguna parte. Al igual que los números perfectos de los pitagóricos, los cuadrados mágicos han pasado de la superstición a la recreación.

#### La Grecia clásica y el período helenístico temprano
Aparte de algunos fragmentos, las matemáticas de la Grecia clásica nos son conocidas o bien por los informes de los no matemáticos contemporáneos o bien por las obras matemáticas de la primera época helenística. En el caso de la teoría de los números, esto significa, en general, Platón y Euclides, respectivamente.
Aunque las matemáticas asiáticas influyeron en el aprendizaje griego y helenístico, parece ser que las matemáticas griegas son también una tradición autóctona.
Eusebio de Cesarea, PE X, en el capítulo 4 menciona a Pitágoras:

En efecto, dicho Pitágoras, mientras estudiaba afanosamente la sabiduría de cada nación, visitó Babilonia, y Egipto, y toda Persia, siendo instruido por los Magos y los sacerdotes: y además de éstos se cuenta que estudió con los brahmanes (éstos son filósofos indios); y de unos recogió la astrología, de otros la geometría, y de otros la aritmética y la música, y diferentes cosas de diferentes naciones, y sólo de los sabios de Grecia no obtuvo nada, casados como estaban con una pobreza y escasez de sabiduría: así que, por el contrario, él mismo se convirtió en el autor de la instrucción de los griegos en el aprendizaje que había conseguido del extranjero.

Aristóteles afirmaba que la filosofía de Platón seguía de cerca las enseñanzas de los pitagóricos, y Cicerón repite esta afirmación: Platonem ferunt didicisse Pythagorea omnia ("Dicen que Platón aprendió todo lo pitagórico").
Platón tenía un gran interés por las matemáticas, y distinguía claramente entre aritmética y cálculo. (Por aritmética se refería, en parte, a la teorización sobre el número, en lugar de lo que han llegado a significar aritmética o teoría de los números). Es a través de uno de los diálogos de Platón —a saber, el Teteto'— que sabemos que Teodoro había demostrado que {\displaystyle {\sqrt {3}},{\sqrt {5}},\dots ,{\sqrt {17}}} son irracionales. Teteto fue, al igual que Platón, discípulo de Teodoro; trabajó en la distinción de los distintos tipos de  incomensurables, por lo que podría decirse que fue un pionero en el estudio de los sistemas numéricos. El libro X de los Elementos de Euclides es descrito por Pappus como basado en gran medida en el trabajo de Theaetetus.
Euclides dedicó parte de sus Elementos a los números primos y a la divisibilidad, temas que pertenecen inequívocamente a la teoría de los números y que son básicos en ella (libros VII a IX de los Elementos de Euclides). En particular, dio un algoritmo para calcular el máximo común divisor de dos números (el algoritmo de Euclides; Elementos, Prop. VII.2) y la primera prueba conocida de la infinitud de los números primos (Elementos, Prop. IX.20).
En 1773, Lessing publicó un epigrama que había encontrado en un manuscrito durante su trabajo como bibliotecario; pretendía ser una carta enviada por Arquímedes a Eratóstenes. El epigrama proponía lo que se conoce como problema del ganado de Arquímedes; su solución, ausente en el manuscrito, requiere resolver una ecuación cuadrática indeterminada, que se reduce a lo que más tarde se denominaría erróneamente ecuación de Pell. Por lo que sabemos, tales ecuaciones fueron tratadas por primera vez con éxito por la escuela india. No se sabe si el propio Arquímedes tenía un método de solución.

#### Diofanto de Alejandría

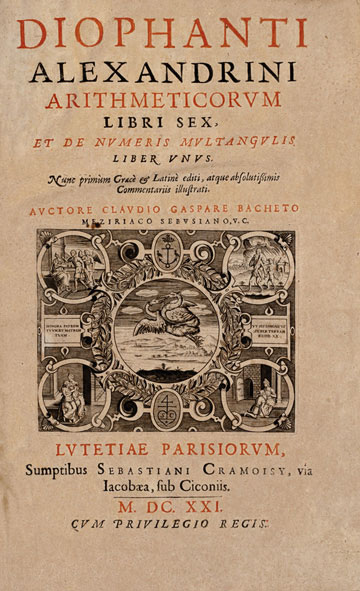
Portada de la edición de 1621 de la Arithmetica de Diofanto, traducida al latín por Claude Gaspard Bachet de Méziriac.

Se sabe muy poco sobre Diofanto de Alejandría; probablemente vivió en el siglo III de nuestra era, es decir, unos quinientos años después de Euclides. Seis de los trece libros de la Aritmética de Diofanto se conservan en el griego original y cuatro más en una traducción al árabe. La Arithmetica es una colección de problemas elaborados en los que la tarea consiste invariablemente en encontrar soluciones racionales a un sistema de ecuaciones polinómicas, normalmente de la forma {\displaystyle f(x,y)=z^{2}} o {\displaystyle f(x,y,z)=w^{2}}. Así, hoy en día, hablamos de "ecuaciones diofánticas" cuando hablamos de ecuaciones polinómicas a las que hay que encontrar soluciones racionales o enteras.
Se puede decir que Diofanto estudiaba los puntos racionales, es decir, los puntos cuyas coordenadas son racionales, en curvas y variedades algebraicas; sin embargo, a diferencia de los griegos de la época clásica, que hacían lo que hoy llamaríamos álgebra básica en términos geométricos, Diofanto hacía lo que hoy llamaríamos geometría algebraica básica en términos puramente algebraicos. En lenguaje moderno, lo que hizo Diofanto fue encontrar parametrizaciones racionales de las variedades; es decir, dada una ecuación de la forma (digamos)
{\displaystyle f(x_{1},x_{2},x_{3})=0}, su objetivo era encontrar (en esencia) tres funciones racionales {\displaystyle g_{1},g_{2},g_{3}} tales que, para todos los valores de {\displaystyle r} y {\displaystyle s}, establezcan
{\displaystyle x_{i}=g_{i}(r,s)} para {\displaystyle i=1,2,3} da una solución a {\displaystyle f(x_{1},x_{2},x_{3})=0.}
Diofanto también estudió las ecuaciones de algunas curvas no racionales, para las que no es posible una parametrización racional. Consiguió encontrar algunos puntos racionales en estas curvas (curva elípticas, en lo que parece ser su primera aparición conocida) mediante lo que equivale a una construcción tangente: traducido a la geometría de coordenadas
(que no existía en la época de Diofanto), su método se visualizaría como dibujar una tangente a una curva en un punto racional conocido, y luego encontrar el otro punto de intersección de la tangente con la curva; ese otro punto es un nuevo punto racional. (Diofanto también recurrió a lo que podría llamarse un caso especial de construcción de una secante).
Aunque Diofanto se ocupaba en gran medida de las soluciones racionales, asumió algunos resultados sobre los números enteros, en particular que todo entero es la suma de cuatro cuadrados, aunque nunca lo dijo explícitamente.

#### Āryabhaṭa, Brahmagupta, Bhāskara
Aunque la astronomía griega probablemente influyó en el aprendizaje indio, hasta el punto de introducir la trigonometría, parece ser el caso de que las matemáticas indias son, por lo demás, una tradición indígena; en particular, no hay pruebas de que los Elementos de Euclides llegaran a la India antes del siglo XVIII.
Āryabhaṭa (476-550 d. C.) demostró que los pares de congruencias simultáneas {\displaystyle n\equiv a_{1}{\bmod {m}}_{1}}, {\displaystyle n\equiv a_{2}{\bmod {m}}_{2}} podían resolverse mediante un método que denominó kuṭṭaka, o pulverizador; se trata de un procedimiento cercano a (una generalización de) el algoritmo euclidiano, que probablemente fue descubierto de forma independiente en la India. Āryabhaṭa parece haber tenido en mente aplicaciones a los cálculos astronómicos.
Brahmagupta (628 d. C.) inició el estudio sistemático de las ecuaciones cuadráticas indefinidas —en particular, la mal llamada Ecuación de Pell, en la que Arquímedes pudo haberse interesado primero, y que no empezó a resolverse en Occidente hasta la época de Fermat y Euler. Le seguirían autores sánscritos posteriores, utilizando la terminología técnica de Brahmagupta. Un procedimiento general (el chakravala, o "método cíclico") para resolver la ecuación de Pell fue finalmente encontrado por Jayadeva (citado en el siglo XI; su obra se ha perdido por lo demás); la exposición más antigua que se conserva aparece en el Bīja-gaṇita de Bhāskara II (siglo XII).
Las matemáticas indias permanecieron en gran medida desconocidas en Europa hasta finales del siglo XVIII; La obra de Brahmagupta y Bhāskara fue traducida al inglés en 1817 por Henry Colebrooke.

#### La aritmética en la edad de oro islámica

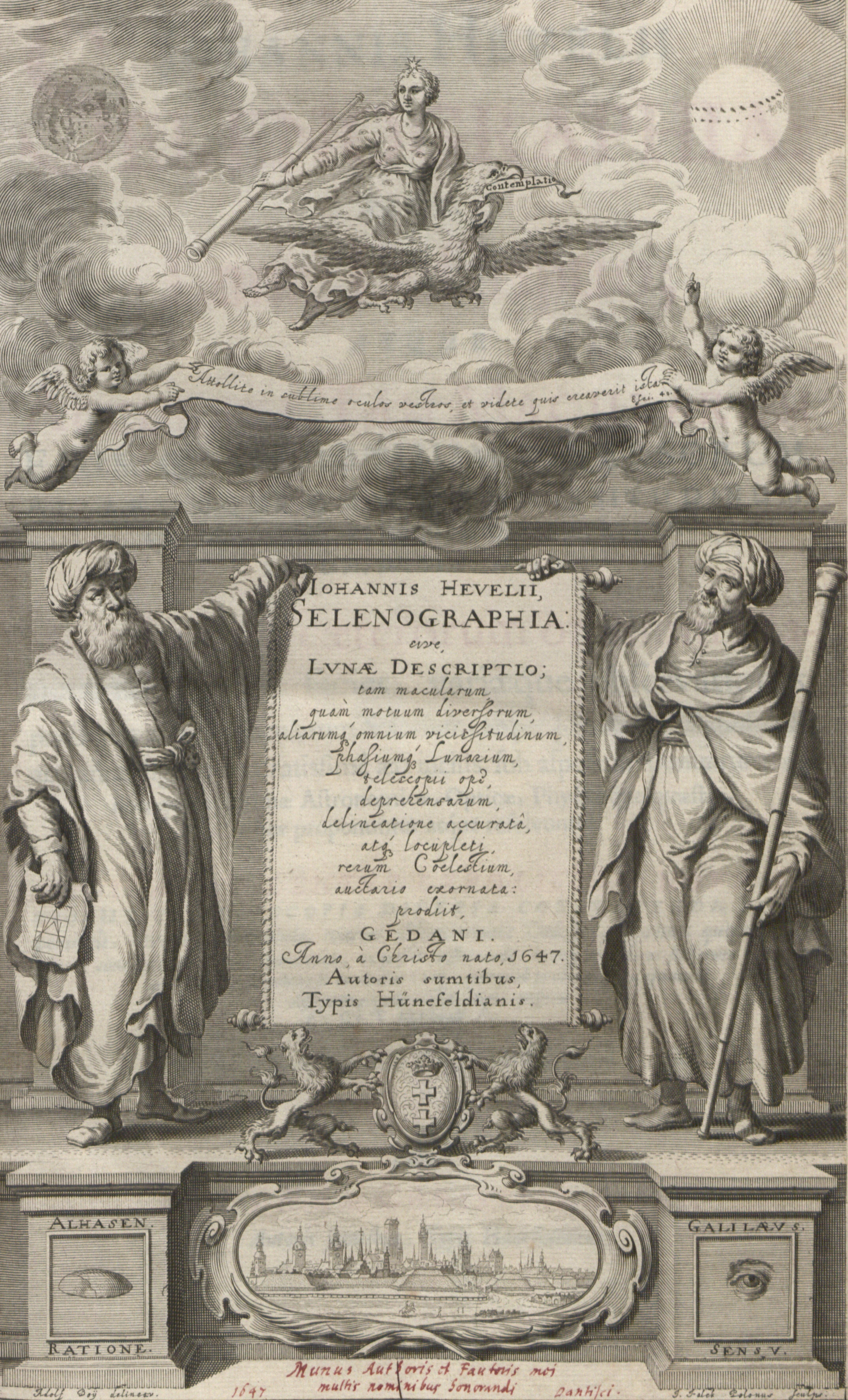
Al-Haytham visto por Occidente: en el frontispicio de Selenographia Alhasen representa el conocimiento a través de la razón y Galileo el conocimiento a través de los sentidos.

A principios del siglo IX, el califa Al-Ma'mun ordenó traducir muchas obras matemáticas griegas y al menos una obra sánscrita (el Sindhind,
que puede o puede no ser el Brahmagupta de Brāhmasphuṭasiddhānta).
La principal obra de Diofanto, la Aritmética, fue traducida al árabe por Qusta ibn Luqa (820-912).
Parte del tratado al-Fakhri (de al-Karajī, 953 - ca. 1029) se basa en él en cierta medida. Según Rashed Roshdi, el contemporáneo de Al-Karajī Ibn al-Haytham conocía lo que posteriormente se llamaría teorema de Wilson.

#### Europa Occidental en la Edad Media
Aparte de un tratado sobre los cuadrados en la progresión aritmética de Fibonacci -que viajó y estudió en el norte de África y en Constantinopla-, durante la Edad Media no se hizo teoría de los números en Europa occidental. Las cosas empezaron a cambiar en Europa a finales del Renacimiento, gracias a un renovado estudio de las obras de la antigüedad griega. Un catalizador fue la emendación textual y la traducción al latín de la Arithmetica de Diofanto.

## Campos
Según los métodos empleados y las preguntas que se intentan contestar, la teoría de números se subdivide en diversas ramas.

### Teoría elemental de números
En la teoría elemental de números, se estudian los números enteros sin emplear técnicas procedentes de otros campos de las matemáticas. Pertenecen a la teoría elemental de números las cuestiones de divisibilidad, el algoritmo de Euclides para calcular el máximo común divisor, la factorización de los enteros como producto de números primos, la búsqueda de los números perfectos y las congruencias. Son enunciados típicos el pequeño teorema de Fermat y el teorema de Euler que lo extiende, el teorema chino del resto y la ley de reciprocidad cuadrática. En esta rama se investigan las propiedades de las funciones multiplicativas como la función de Möbius y la función φ de Euler; así como las sucesiones de números enteros como los factoriales y los números de F.
Diversos cuestionamientos dentro de la teoría elemental de números parecen simples, pero requieren consideraciones muy profundas y nuevas aproximaciones, incluyendo las siguientes:
- Conjetura de Goldbach sobre que todos los números pares (a partir de 4) son la suma de dos números primos.
- Conjetura de los números primos gemelos sobre la infinitud de los llamados números primos gemelos.
- Último teorema de Fermat (demostrado en 1995 por Andrew Wiles).
- Hipótesis de Riemann sobre la distribución de los ceros de la función zeta de Riemann, íntimamente conectada con el problema de la distribución de los números primos entre otros.

### Teoría analítica de números
Una teoría analítica de números emplea como herramientas el cálculo y el análisis complejo para abordar preguntas acerca de los números enteros. Algunos ejemplos de esta son el teorema de los números primos y la hipótesis de Riemann. El problema de Waring, la conjetura de los números primos gemelos y la conjetura de Goldbach también están siendo atacados a través de métodos analíticos.

### Teoría de números aditiva
La teoría de números aditiva trata de una manera más profunda los problemas de representación de números. Problemas típicos son los ya nombrados, problema de Waring y la conjetura de Goldbach. Esta rama se suele utilizar algunos resultados referentes a la teoría analítica de números, tales como el método del círculo de Hardy-Littlewood, a veces se complementa con la teoría de cribas y en algunos casos suelen usarse métodos topológicos.

### Teoría algebraica de números
La teoría algebraica de números es una rama de la teoría de los números en la cual el concepto de número se expande a los números algebraicos, los cuales son las raíces de los polinomios con coeficientes racionales.

### Teoría geométrica de números
La teoría geométrica de números (tradicionalmente llamada geometría de números) incorpora todas las formas de geometría. Comienza con el teorema de Minkowski acerca de los puntos comunes en conjuntos convexos e investigaciones sobre superficies esféricas.

### Teoría combinatoria de números
La teoría combinatoria de números trata los problemas de la teoría de números involucrando ideas combinatorias y sus formulaciones o soluciones. Paul Erdős es el creador de esta rama de la teoría de números. Los temas típicos incluyen sistemas cubiertos, problemas de suma cero, diversos conjuntos restringidos y progresiones aritméticas en un conjunto de enteros. Los métodos algebraicos o analíticos son bastante poderosos en este campo.

### Teoría computacional de números
La teoría computacional de números estudia los algoritmos relevantes de la teoría de números. Los algoritmos rápidos para evaluar números primos y factorización de enteros tienen importantes aplicaciones en criptografía.
«La evolución de la computación ha hecho que la aritmética deje de ser una ciencia contemplativa y de especialistas para transformarse en una verdadera rama aplicada. La necesidad de nuevos algoritmos de computación requiere- como dice Enzo R. Gentile- vastos y profundos conocimientos aritméticos».

## Historia
Los matemáticos en la India se interesaron en encontrar soluciones enteras a las ecuaciones diofánticas desde mediados del I milenio a. C. El primer uso geométrico de las ecuaciones diofánticas se remonta a los Shulba-sutras, los cuales fueron escritos entre los siglos V y III a. C. El religioso Baudhaiana (en el siglo IV a. C.) encontró dos conjuntos de enteros positivos a un conjunto de ecuaciones diofánticas simultáneas, y también se usan ecuaciones diofánticas simultáneas con más de cuatro incógnitas. Apastamba (en el siglo III a. C.) usaba ecuaciones diofánticas simultáneas con más de cinco incógnitas.*
Los matemáticos yainas fueron los primeros en descartar la idea de que todos los infinitos son los mismos o iguales, pero ya se venían estudiando desde años atrás. Reconocen cinco tipos de infinitos diferentes: infinito en una o dos direcciones (unidimensionales), infinito en superficies (bidimensional), infinito en todas partes (tridimensional) y perpetuamente infinito (en un número infinito de dimensiones).
La teoría de números fue una de las disciplinas de estudio favoritas entre los matemáticos griegos de Alejandría (en Egipto) a partir del siglo III a. C., quienes tenían conciencia del concepto de ecuación diofántica en sus casos particulares. El primer matemático helenístico que estudió estas ecuaciones fue Diofanto.
Diofanto investigó un método para encontrar las soluciones enteras para las ecuaciones lineales indeterminadas, ecuaciones en las que falta información suficiente para producir un conjunto único de respuestas discretas. La ecuación x + y = 5 es un ejemplo de ellas. Diofanto descubrió que muchas ecuaciones indeterminadas pueden ser reducidas a una forma en donde cierta categoría de soluciones son conocidas, incluso a través de una solución que no lo es.
Las ecuaciones diofantinas fueron estudiadas de manera intensiva por los matemáticos hindúes medievales, quienes fueron los primeros en buscar sistemáticamente métodos para la determinación de soluciones enteras. Ariabhata (476-550) dio la primera descripción explícita de la solución entera general de la ecuación diofantina lineal ay + bx = c, la cual aparece en su texto Ariabhatíia. El algoritmo kuttaka es considerado como una de las contribuciones más significativas de Ariabhata en las matemáticas puras, el cual encuentra las soluciones enteras de un sistema de ecuaciones diofantinas lineales, un problema de importante aplicación en la astronomía. También encuentra la solución general de la ecuación lineal indeterminada utilizando este método.
Brahmagupta (598-668) trabajó las ecuaciones diofantinas más difíciles, que aparece en su libro 18 dedicado al álgebra y ecuaciones indeterminadas. Utilizó el método chakravala para resolver las ecuaciones diofantinas cuadráticas, incluyendo aquellas de la forma de la ecuación de Pell tal que 61x2 + 1 = y2. Su Brahma-sphuta-siddhanta fue traducido al árabe en 773 y al latín en 1126. La ecuación 61x2 + 1 = y2 fue propuesta como un problema por el matemático francés Pierre de Fermat. La solución general de esta forma particular de la ecuación de Pell fue encontrada 70 años más tarde por Leonhard Euler, aunque la solución general de la ecuación de Pell fue encontrada 100 años más tarde por Joseph-Louis de Lagrange en 1767. Sin embargo, varios siglos antes, la ecuación de Pell fue trabajada por Bhaskara II en 1150 utilizando una versión modificada del método chakravala de Brahmagupta, encontrando la solución general de otras ecuaciones cuadráticas intermedias indeterminadas y ecuaciones diofánticas cuadráticas. El método chakravala para encontrar la solución general de la ecuación de Pell era más simple que el método utilizado por Lagrange 600 años más tarde. Bhaskara encuentra también la solución de otras ecuaciones cuadráticas indeterminadas, cúbicas, cuárticas y polinómicas de mayores grados. Naraian Pandit perfeccionó aún más las demás cuadráticas indeterminadas para las ecuaciones de grados superiores.